# Aderus coloratus
Aderus coloratus is een keversoort uit de familie schijnsnoerhalskevers (Aderidae). De wetenschappelijke naam van de soort werd in 1893 gepubliceerd door Thomas Broun.